# Campionati europei di windsurf 2021
I Campionati europei di windsurf 2021 sono stati la 16ª edizione della competizione. Si sono svolti a Vilamoura, in Portogallo, dal 7 al 13 marzo 2021.

## Medagliere
| Pos.   | Nazione     | Oro | Argento | Bronzo | Totale |
| ------ | ----------- | --- | ------- | ------ | ------ |
| 1      | Paesi Bassi | 1   | 1       | 0      | 2      |
| 2      | Francia     | 1   | 0       | 0      | 1      |
| 3      | Italia      | 0   | 1       | 1      | 1      |
| 4      | Israele     | 0   | 0       | 1      | 1      |
| 4      | Polonia     | 0   | 0       | 1      | 1      |
| Totale | Totale      | 2   | 2       | 2      | 6      |

## Podi
| Evento    | Oro            | Argento        | Bronzo                |
| Maschile  | Kiran Badloe   | Mattia Camboni | Ofek Elimelech        |
| Femminile | Charline Picon | Lilian de Geus | Zofia Noceti-Klepacka |